# Robert Dennis Chantrell
Robert Dennis Chantrell, född 14 januari 1793 i Southwark i London, död 4 januari 1872 i Upper Norwood i London, var en brittisk arkitekt, mest känd för att ha ritat Leeds Minister, (då Leeds Parish Church) en kyrka i Leeds.

## Verk
Chantrell ritade främst kyrkor men även flera byggnader i klassisk stil, främst i Leeds. Hans mest kända verk, Leeds Minister, var den största kyrkan som byggts i landet sedan Sankt Paulskatedralen. Andra kyrkor Chantrell ritade var bland andra St Stephen's Church i Kirkstall, Holy Trinity Church i Cowling och St Mary the Virgin's Church i Middleton.

## Galleri

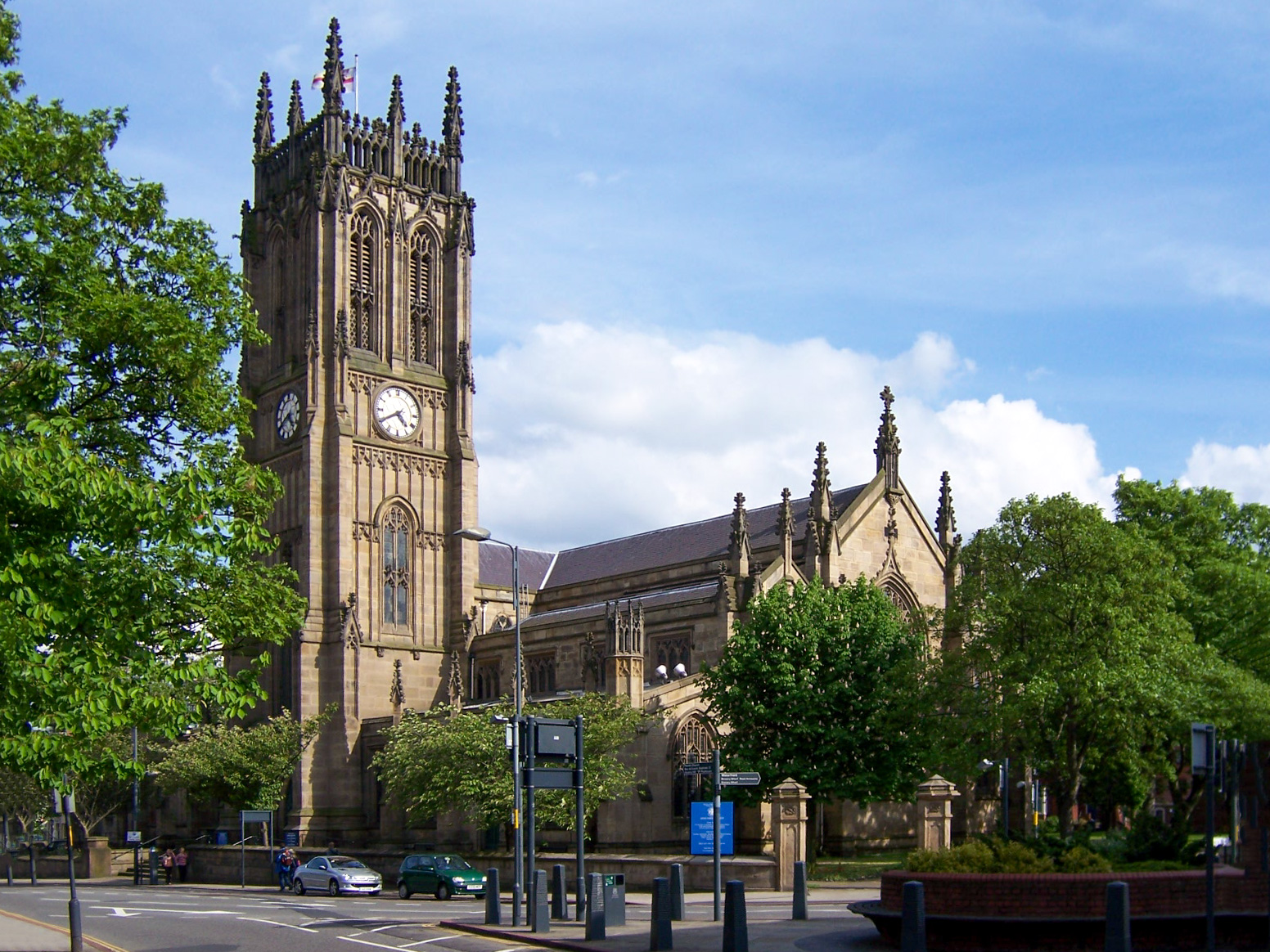
Leeds Minister, Chantrells mest kända verk.
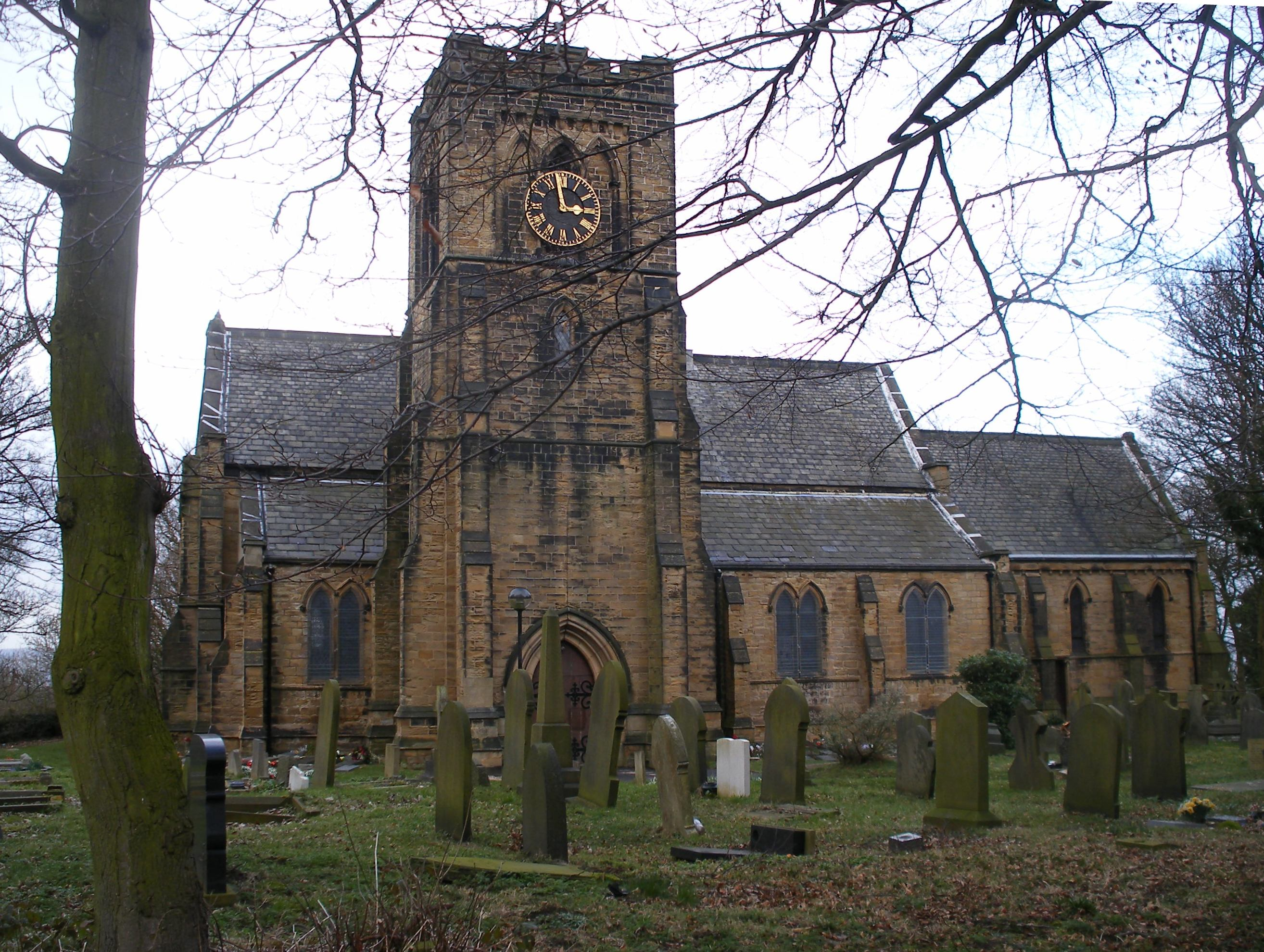
St Mary the Virgin's Church i Middleton.
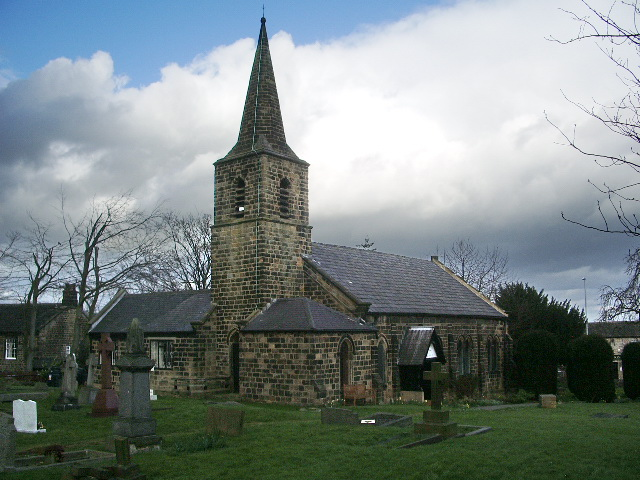
Church of St Wilfrid i Pool-in-Wharfedale.